# Короткоклювка
Короткоклювка (лат. Smicrornis brevirostris) — австралийский вид воробьинообразных птиц из семейства шипоклювковых (Acanthizidae), выделяемый в монотипический род короткоклювок (Smicrornis). Одна из самых маленьких птиц Австралии (8—9 см). Населяет лесистые местности, за исключением влажных лесов, отдаёт предпочтение эвкалиптовым лесам. Короткоклювки большую часть времени проводят под пологом парами или маленькими группами.

## Подвиды
Международный союз орнитологов выделяет 4 подвида:
- Smicrornis brevirostris flavescens — северная и центральная Австралии[1];
- Smicrornis brevirostris ochrogaster — запад и центральная часть Западной Австралии[1];
- Smicrornis brevirostris brevirostris — восточная Австралия[1];
- Smicrornis brevirostris occidentalis — от юго-запада Западной Австралии восточнее от южного края Налларбора до Южной Австралии[1].